# إيثينون
في الكيمياء العضوية، الإيثينون هو الاسم الرسمي للكيتين، وهو مركب عضوي له الصيغةC2H2O أو H2C=C=O. وهو أبسط مركب في فئة الكيتين، وهو كاشف مهم للأستلة.